# Бігендер
Бігендер (англ. bi+gender — «подвійна стать», також — dual gender) — гендерна ідентичність, що включає дві будь-які гендерні ідентичності та гендерні ролі, що змінюють одна одну залежно від ситуації (настрій, середовище, співрозмовник), безвідносно до фізичної статі. Деякі бігендерні особистості відчувають та проявляють себе яскравими «жінкою» та «чоловіком», з фемінною та маскулінною поведінками відповідно. Інші ідентифікуються з обома включеними статями одночасно.
Американською психологічною асоціацією (APA) бігендерність віднесено до групи трансгендерності. За даними дослідження Департаменту громадського здоров'я Сан-Франциско від 1999 року серед трансгендерів, менше 8 % тих, кому при народженні було приписано жіночу стать, і менше 3 % тих, кому було приписано чоловічу, ототожнюють себе з бігендерами.
Бігендерність не слід плутати з роздвоєнням особистості, оскільки бігендер це одна цілісна особистість, але виконує в суспільстві соціальну роль то чоловіка, то жінки. Бігендерність, будучи окремим випадком гендерної дисфорії, не є показником сексуальної орієнтації. Бігендер може мати будь-який тип сексуальної орієнтації, як і будь-який індивід.

## Опис
Бігендерна ідентичність описується як «плаваюча», змінна, така, що коливається між двома протилежностями. Періоди зміни можуть бути довільними — від годин до років — а кількість таких змін не має обмежень. Тому бігендерність легко сплутати з іншою гендерквір-ідентичністю — гендерфлюїд (genderfluid). Різниця в тому, що бігендерність зазвичай розуміють як ідентифікацію з чоловічим та жіночим одночасно або чергування цих ідентичностей та ролей з невеликим компромісом. Носії ж ідентичності «гендерфлюїд» не коливаються між будь-якими фіксованими гендерними ідентичностями та можуть переживати весь набір чи спектр ідентичностей протягом тривалого часу.

## Дослідження мозку
У 2012 році Вілейанур С. Рамачандран та Лаура К. Кейс дослідили вибірку бігендерів, котрі повідомляли, що «перемикання» гендеру зазвичай є мимовільними та стаються, коли індивід радше волів би залишитись в іншому гендері. Дослідники назвали такий стан «alternating gender incongruity» (AGI, неконгруентність гендерного чергування). Ознак, що AGI є загальним для біґендерності в цілому, дослідженням виявлено не було, а на ширших вибірках бігендерів, що не повідомляли про AGI, воно не фокусувалося.
Рамачандран та Кейс теоретизують, що чергування гендерних станів у людей з AGI не пояснюється лише соціальною конструйованістю гендеру. Більше половини досліджуваних зазначили, що мали досвід переживань фантомної кінцівки, наприклад, відчуття ерекції за фактичної відсутності пеніса. При цьому оцінили відчуття в цих відсутніх органах за інтенсивністю як помірні (в середньому 2,9 за 5-бальною шкалою). Також дослідження виявило значне число людей з біполярним розладом (9 з 32). Крім того, амбідекстрія більшою мірою спостерігалась у досліджуваних з AGI.
На думку авторів дослідження, ці знахідки свідчать про біологічну основу AGI-бігендерності: припускається, що вона може співвідноситись з незвичним ступенем міжпівкульного переключення, коли підпорядкована півкуля стає переважаючою протягом однієї поведінки, і мозолистою супресією пов'язаних зі статтю образів тіла в тім'яній корі та її реципрокних зв'язках з острівцевою корою та гіпоталамусом. Припускається, що «взаємозв'язок між зсувами в мозковій зв'язаності, вегетативним реагуванням, продукцією гормонів ті динамічною репрезентацією тілесного гендеру можуть разом утворювати сенс переживання гендерного чергування багатьма бігендерними особистостями». Ці дослідники також незгодні з розподілом неврологічних та психологічних станів та мислять AGI як стан нейропсихіатричний, та для підтвердження цього необхідно більше досліджень.